# Gara Docăneasa
Gara Docăneasa este o stație de cale ferată care deservește comuna Vinderei, județul Vaslui, România.